# Зеленогорск (Красноярский край)
Зеленого́рск — город (с 1956 года) в Красноярском крае России.
В рамках административно-территориального устройства имеет статус закрытого административно-территориального образования. В рамках муниципального устройства образует городской округ ЗАТО Зеленогорск.

## История
Границы ЗАТО, определяющие территорию города, утверждены Указом Президента Российской Федерации от 14 января 2002 года № 26.
Распоряжением Правительства РФ от 29 июля 2014 года № 1398-р «Об утверждении перечня моногородов» город включён в категорию «Монопрофильные муниципальные образования Российской Федерации (моногорода), в которых имеются риски ухудшения социально-экономического положения».

## География
Город расположен на левом берегу реки Кан в устье Барги, в 137 км к востоку от Красноярска, в 18 км к северо-западу от города Заозёрного, где расположена железнодорожная станция. Ранее носил названия Заозёрный-13, затем Красноярск-45.
На территории ЗАТО Зеленогорск располагаются пп. Октябрьский, Овражный, 1000 дворов, Орловка, которые являются частью города Зеленогорска.

## Население
| 1959    | 1979    | 1992    | 1996    | 2000    | 2001    | 2002    | 2003    | 2005    | 2006    |
| ------- | ------- | ------- | ------- | ------- | ------- | ------- | ------- | ------- | ------- |
| 9200    | ↗48 700 | ↗64 000 | ↗66 700 | ↗68 800 | ↗69 500 | ↘69 355 | ↗69 400 | ↘69 200 | ↘69 000 |
| 2007    | 2008    | 2009    | 2010    | 2011    | 2012    | 2013    | 2014    | 2015    | 2016    |
| ↘68 600 | ↘68 500 | ↗68 583 | ↘66 056 | ↗66 100 | ↘65 617 | ↘65 055 | ↘64 343 | ↘63 388 | ↘62 670 |
| 2017    | 2018    | 2019    | 2020    | 2021    |         |         |         |         |         |
| ↘62 466 | ↘62 245 | ↘61 915 | ↘61 633 | ↘54 279 |         |         |         |         |         |

На 1 января 2025 года по численности населения город находился на 307-м месте из 1124 городов Российской Федерации.

## Люди, связанные с городом
- Дарья Антонюк — российская певица, актриса, победительница телевизионного конкурса «Голос» 2016 года на Первом канале, представитель России на международном конкурсе молодых исполнителей популярной музыки «Новая волна» 2018 года.
- Сергей Куренков — российский автор-исполнитель, поэт и композитор, пятикратный лауреат премии «Шансон года» .

## Местное самоуправление
Совет депутатов ЗАТО города Зеленогорска
Дата формирования: 10.09.2023. Срок полномочий: 5 лет.
Председатель
Глава ЗАТО г. Зеленогорска
- Терентьев Вадим Владимирович. Дата избрания: 14 декабря 2023 г.

## Экономика
Градообразующие предприятия:
- АО "ПО «Электрохимический завод»[21] — производитель урана. Производство высокообогащённого урана на АО «ПО „ЭХЗ“» началось в 1962 году. В соответствии с решением о полном прекращении производства высокообогащённого урана с 1988 года предприятие выпускает низкообогащённый уран для изготовления топлива реакторов атомных электростанций. После остановки в 1990 году энергоёмкого газодиффузионного каскада обогащение урана производится с помощью газовых центрифуг.
- Красноярская ГРЭС-2[22] (входит в ООО «Сибирская генерирующая компания») — является основным источником тепловой энергии для потребителей Зеленогорска и оптовым поставщиком электрической энергии на федеральный оптовый рынок электрической энергии.
- Контроль за внешнеэкономической деятельностью осуществляет Зеленогорский таможенный пост.
- Агропредприятие «Искра».
- Зеленогорский пивоваренный завод «Zelen» — Крупнейший производитель пива и напитков в Красноярском крае.

## Медицина
Медицинским обслуживанием жителей города Зеленогорска занимается филиал Федерального Сибирского научно-клинического центра ФМБА России — «Клиническая больница № 42».

## Образование
- 10 общеобразовательных школ: № 161, № 163, № 164(гимназия), № 167, № 169, № 172, № 173(специализированная школа), № 174(лицей), № 175, № 176.
- 9 учреждений дополнительного образования: художественная, музыкальная школа, «Перспектива», «Витязь», «ЦЭКиТ», 4 спортивных школ.
- Школа-интернат 8-го вида.
- Среднее профессиональное образование: Зеленогорский техникум промышленных технологий и сервиса.

## Молодёжная сфера
- Молодежный центр ЗАТО г. Зеленогорск.
- КРОО КРИИР «Грифон» (клуб ролевых игр и исторической реконструкции).
- Экстрим-парк «Золинский»
- Дворец спорта «Нептун».
- Дворец спорта «Олимпиец».
- Воскресная школа.
- Плавательный бассейн «Волна».
- Шахматный клуб
- Корт «Сибирь»

## Культура
- Зеленогорский городской дворец культуры.
- Библиотека им. Маяковского
- Музейно-выставочный центр.
- Музей боевой славы.
- Зеленогорский городской Дворец спорта «Факел».
- Зеленогорский городской Дворец пионеров.

## Памятники
- Памятник Ленину (Центральная площадь)
- Бюст Ленина (Аллея возле ЭМТ)
- Памятник воинам-интернационалистам (возле ЦДОД «Витязь»)
- Стела Победы (Набережная реки Кан)
- Памятник строителям-монтажникам (возле бывшего УС-604)
- Паровоз (УЖДТ)
- Надпись «Красноярск-45» при въезде в город
- Стела «Мирный атом» на въезде в город
- Камень основания города (Угол ул. Набережная и Комсомольская)
- Бюст А. П. Гайдара (возле ЦДОД «Перспектива»)
- Стела на въезде в город (возле КП-1)
- Бюст В. В. Маяковского (у здания библиотеки)
- Скульптурная композиция «Енисей и Кан» (фонтан возле магазина «Садко»)
- Скульптура «Трудовые резервы» (ул. Гагарина)
- Памятник Чернобыльцам (ул. Калинина)

## Транспорт
- Имеет грузовое железнодорожное сообщение через ветку, ведущую от Транссибирской магистрали через ст. Партизанская до АО «ПО ЭХЗ» и ПАО «Красноярская ГРЭС-2». Пассажирское сообщение имеется через ст. Заозерная.
- Междугородние автобусы: 551 (Зеленогорск-Красноярск), 140 (Зеленогорск-Заозерный), 552(Зеленогорск-Железногорск). Автобусы отправляются от ТЭА.
- Внутригородской транспорт: муниципальные (МУП «АТП»): 6, 13, 14, 18, 20, 19, 22, 32, 36, 37, 35, 34, 29, 26, 17, 16; частные: 24, 25.
- В летнее время действует (не действовала с 2013 по 2017 гг.) паромная переправа через р. Кан.

## Спорт
В Зеленогорске родились легенда футбольного «Металлурга» Вадим Белохонов, капитан волейбольного «Енисея» Александр Крицкий и чемпион России по дартсу Олег Прудников.